# AVN Award for Best POV Sex Scene
L'AVN Award for Best POV Sex Scene è un premio pornografico assegnato agli attori impegnati in una scena POV votata come migliore dalla AVN, l'ente che assegna gli AVN Awards, riconosciuti come i migliori premi del settore (paragonabile al Premio Oscar).
Come per gli altri premi, viene assegnato nel corso di una cerimonia che si svolge a Las Vegas, solitamente nel mese di gennaio, dal 2007.

## Vincitori

### Anni 2000
| Anno | Vincitori                            | Titolo          |
| ---- | ------------------------------------ | --------------- |
| 2007 | Naomi Tommy Gunn                     | Jack’s POV 2    |
| 2008 | Sunny Lane                           | Goo Girls 26    |
| 2009 | Tory Lane Katja Kassin Erik Everhard | Double Vision 2 |

### Anni 2010
| Anno | Vincitori                                | Titolo                           |
| ---- | ---------------------------------------- | -------------------------------- |
| 2010 | Kagney Linn Karter                       | Pound the Round POV              |
| 2011 | Tori Black                               | Jack’s POV 15                    |
| 2012 | Andy San Dimas Bobbi Starr Erik Everhard | Double Vision 3                  |
| 2013 | Asa Akira Jules Jordan                   | Asa Akira to the Limit           |
| 2014 | Kennedy Leigh Jules Jordan               | Ultimate Fuck Toy: Kennedy Leigh |
| 2015 | Phoenix Marie Lexington Steele           | Lex’s Point of View              |
| 2016 | Jillian Janson Aidra Fox Jules Jordan    | Eye Contact                      |
| 2017 | Non assegnato                            | Non assegnato                    |
| 2018 | Non assegnato                            | Non assegnato                    |
| 2019 | Non assegnato                            | Non assegnato                    |

### Anni 2020
| Anno | Vincitori                         | Titolo                             |
| ---- | --------------------------------- | ---------------------------------- |
| 2020 | Karma Rx Manuel Ferrara           | Manuel's Fucking POV 12            |
| 2021 | Emily Willis Mick Blue            | Emily Willis: Car BJ & POV Fucking |
| 2022 | Kenzie Reeves Mr. Lucky           | Kenzie Reeves Is Out Of This World |
| 2023 | Anna Claire Clouds Manuel Ferrara | Manuel’s Fucking POV 14 – Scene 3  |
| 2024 | Angel Youngs Mr Lucky             | Big Tit Teen Angel Youngs Creampie |
| 2025 | Emma Hix Jules Jordan             | Emma Hix POV Anal                  |